# Charlotte von Hezel
Charlotte von Hezel, född 1755, död 1817, var en tysk redaktör och journalist. Hon utgav från 1779 tidskriften Wochenblatt für's Schöne Geschlecht för kvinnor, där hon bland annat agiterade för utbildning för kvinnor. Hon var den första kvinnan i den tyskspråkiga världen som utgav en tidning under sitt eget namn.